# Kashiwara

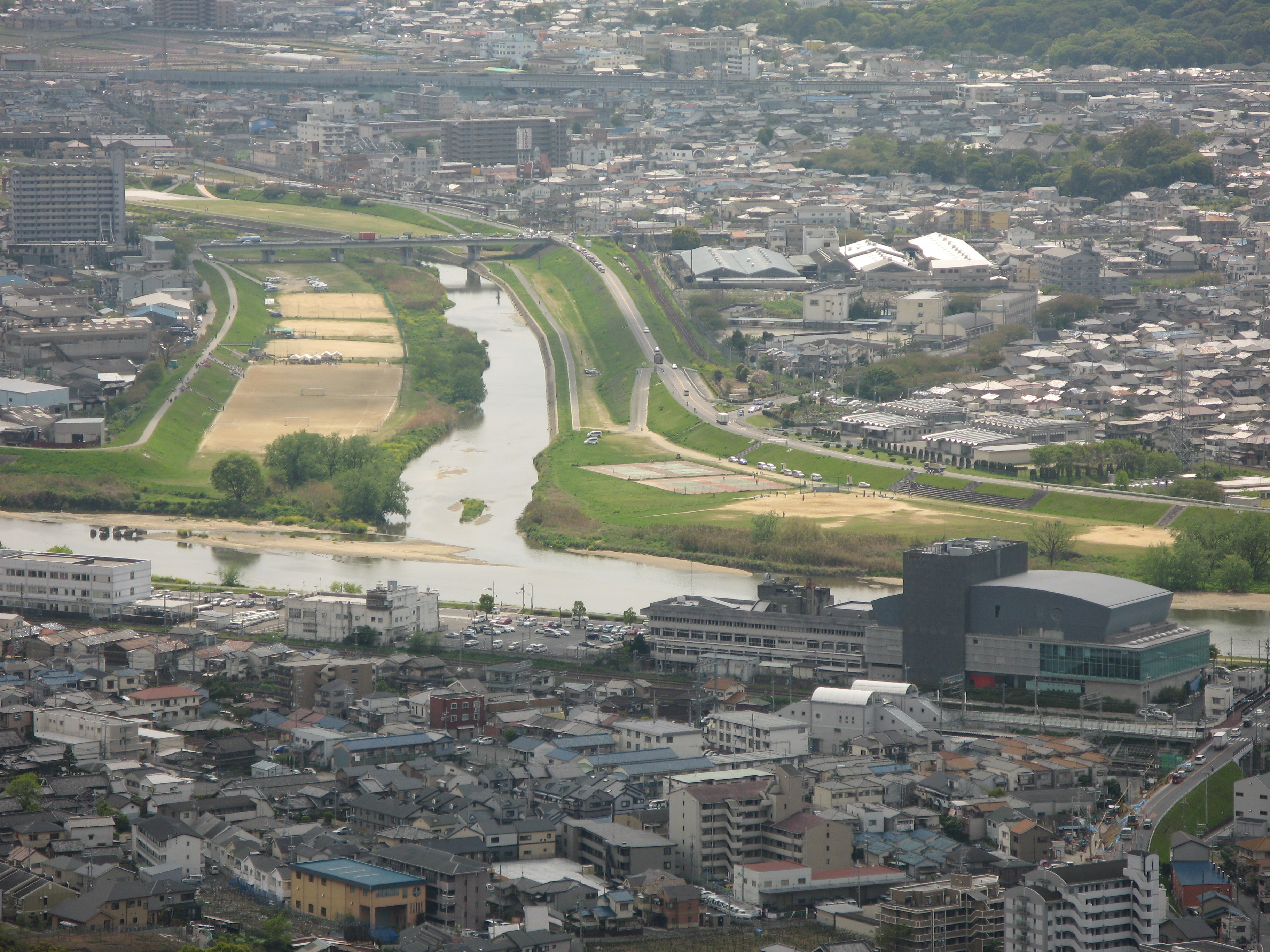
Kashiwara

Kashiwara (柏原市 Kashiwara-shi?) este un municipiu din Japonia, prefectura Osaka.